# Inga santaremnensis
Inga santaremnensis é uma espécie vegetal da família Fabaceae.
Apenas pode ser encontrada no Brasil.